# Akeem Latifu
Akeem Latifu (* 11. Juni 1992 in Port Harcourt) ist ein nigerianischer Fußballspieler.

## Karriere

### Verein
Latifu startete seine Profikarriere 2007 bei Bussdor United und spielte anschließend für die Ocean Boys und Akwa United. Mit seinem Wechsel 2010 zum norwegischen Klub Strømsgodset IF setzte er seine Karriere im Ausland fort. Nachdem er bei Strømsgodset in einer Saison nur zu zwei Ligaeinsätzen gekommen war, zog er 2011 zu IL Hødd weiter. Von diesem Verein wurde er 2013 erst an Aalesunds FK verliehen und 2014 an diesen abgegeben. Nachdem er 2016 an den ukrainischen Klub FK Stal transferiert wurde, wurde er in der Sommertransferperiode 2016 vom türkischen Erstligisten Alanyaspor verpflichtet. Anfang September 2016 verließ er diesen Klub wieder. Im folgenden Jahr spielte Latifu erst bei Zirə FK in Aserbaidschan und war anschließend für Honvéd Budapest aktiv. Von 2018 bis 2022 spielt er wieder in Norwegen; Sogndal Fotball, Mjøndalen IF und FK Jerv waren seine Stationen dort. Seit März 2022 ist er für Hyde United aus London in der siebtklassigen Northern Premier League aktiv.

### Nationalmannschaft
Latifu spielte in der nigerianischen U-20-Nationalmannschaft und nahm mit ihr an der U-20-Weltmeisterschaft 2007 teil. Bei diesem Turnier absolvierte Latifu vier Spiele und erreichte mit seiner Mannschaft das Viertelfinale. Im März 2015 bestritt er zwei Testspiele für die nigerianische A-Nationalmannschaft.

## Erfolge
IL Hødd
- Norwegischer Pokalsieger: 2012